# Riddarhuset
 For alternative betydninger, se Ridderhuset.
Riddarhuset (dansk Ridderhuset) betyder dels den adel, der tidligere var repræsenteret på Riksdagen i Sverige, dels den bygning, hvori denne stands sessioner fandt eller finder sted, dels hele adelen. 1626 gav Gustaf 2. Adolf en Ridderhusordning, hvorved den svenske adels organisation nærmere bestemtes (introduktion på Riddarhuset, adelens inddeling i tre rangklasser mm.).
Der skelnes mellem introduceret og ikke-introduceret adel. Med "introduceret" menes de svenske adelsslægter, der er introduceret på Riddarhuset. De introducerede er medlemmer af Riddarhuset. Mange "ointroducerade" er medlemmer af Ointroducerad Adels Förening. Huset tilhører kollektivt de ca. 2000 adelsslægter, som har våbenskjolde ophængt på væggene i den store sal. Siden 1869 har Sveriges adel samledes i Riddarhuset til adelsmøde hvert tredje år.
Det nuværende Riddarhus i Gamla Stan i Stockholm blev påbegyndt 1641 efter tegninger af franskmanden Simon de la Vallée, der imidlertid døde 1642. Dernæst blev den tyske stenhugger Heinrich Wilhelm i en tiårig periode ansvarlig for byggeriet. Efter at også han døde (i 1652), indkaldtes den nederlandske arkitekt Justus Vingboons (en bror til arkitekten Philip Vingboons). Vingboons regnes for den væsentligste ophavsmand til bygningen, selvom han blev afskediget juni 1656 og sendt retur til Nederlandene, hvorefter Jean de la Vallée, søn af Simon, afsluttede byggeriet i 1674. Huset benyttedes fra 1680 som samlingssted.